# Moneta uncinata
Moneta uncinata är en spindelart som beskrevs av Zhu 1998. Moneta uncinata ingår i släktet Moneta och familjen klotspindlar. Inga underarter finns listade i Catalogue of Life.